# Bathypyura
Bathypyura is een geslacht van zakpijpen (Ascidiacea) uit de familie van de Pyuridae en de orde Stolidobranchia.

## Soorten
- Bathypyura asymetrica Monniot F., 1971
- Bathypyura celata Monniot C. & Monniot F., 1973